# Paa arnoldi
Paa arnoldi é uma espécie de anfíbio da família Ranidae.
Pode ser encontrada nos seguintes países: China, Myanmar e possivelmente em Índia.
Os seus habitats naturais são: regiões subtropicais ou tropicais húmidas de alta altitude, rios e nascentes de água doce.
Está ameaçada por perda de habitat.